# Giusto Dacci
Giusto Severo Pertinace Dacci (Parma, 1 de setembre de 1840 – idem. 5 d'abril de 1915), fou un compositor i musicòleg italià.
A més d'algunes romances i fantasies, se li deu en el terreny tècnic: El músic perfecte, Elements musicals, Gramàtica musical, i Tractat teòric i pràctic d'harmonia simple i composta.